# Многосеточный метод
Многосеточный метод (МС, англ. multigrid) — метод решения системы линейных алгебраических уравнений, основанный на использовании последовательности уменьшающихся сеток и операторов перехода от одной сетки к другой. Сетки строятся на основе больших значений в матрице системы, что позволяет использовать этот метод при решении эллиптических уравнений даже на нерегулярных сетках.

## Основы метода

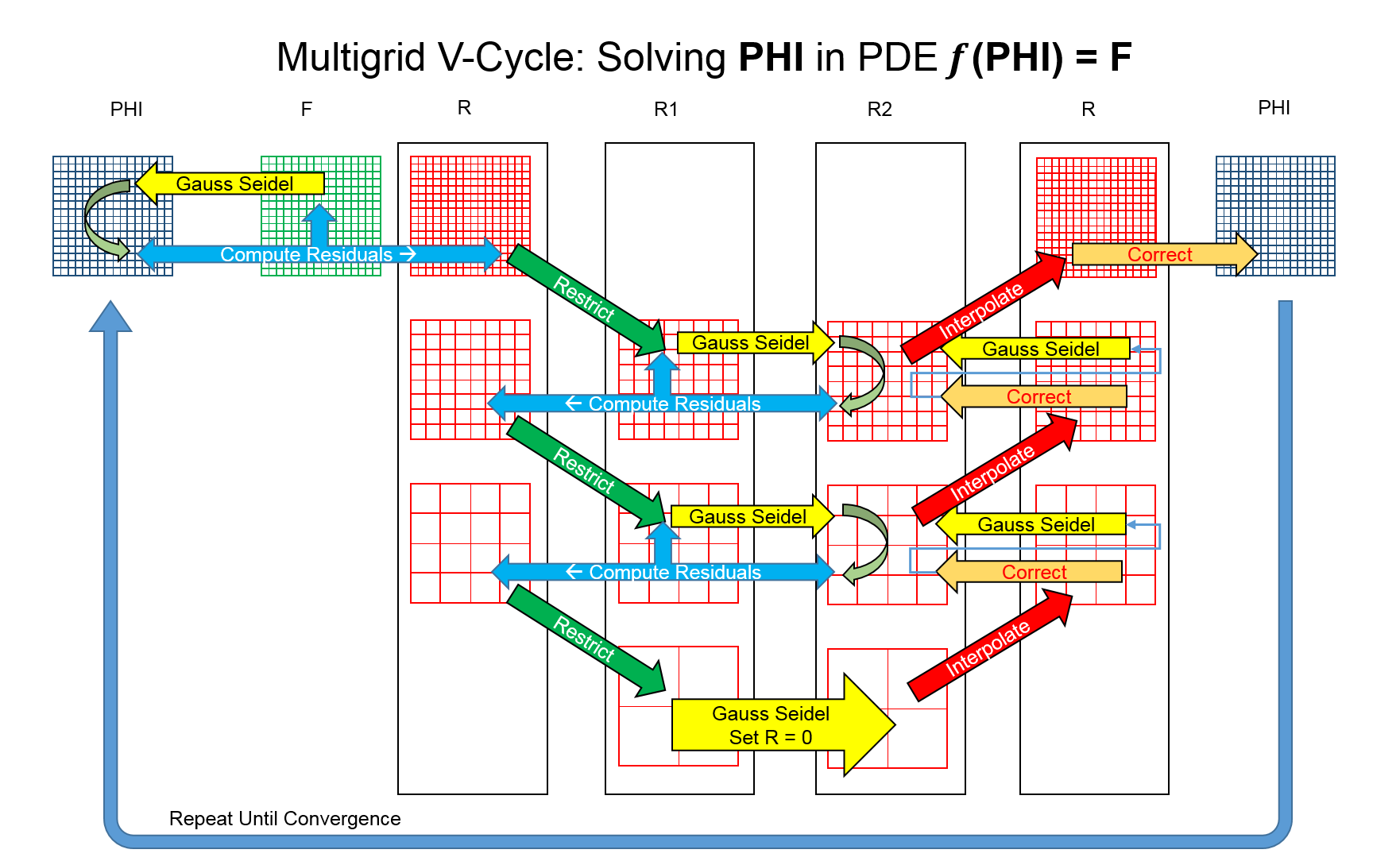
Визуализация итеративного многосеточного алгоритма для сходимости за O(n).

Предположим, что необходимо решить систему вида
{\displaystyle Au=f,}
где {\displaystyle A} — {\displaystyle n\times n} матрица с элементами {\displaystyle a_{ij}}. Для удобства сопоставим индексы с узлами сетки, таким образом {\displaystyle u_{i}} представляет собой значение {\displaystyle u} в узле {\displaystyle i}. Множество узлов сетки обозначим как
{\displaystyle \Omega =\left\{1,\,2,\,\dots ,\,n\right\}}. Основная идея многосеточных методов состоит в том, что ошибка {\displaystyle e}, которая не может быть устранена методами релаксации, должна быть убрана с помощью коррекции из решения на грубой сетке.
Используя верхний индекс в качестве номера уровня введём следующие обозначения:
- Последовательность сеток {\displaystyle \Omega =\Omega ^{1}\supset \Omega ^{2}\supset \dots \supset \Omega ^{M}}, причём {\displaystyle \Omega ^{k}=C^{k}\cup F^{k},\quad C^{k}\cap F^{k}=\emptyset ,\quad \Omega ^{k+1}\equiv C^{k}}.
- Сеточные операторы {\displaystyle A=A^{1},\,A^{2},\,\dots ,\,A^{M}}.
- Операторы интерполяции {\displaystyle P^{k},k=1,\,2,\,\dots ,\,M-1}.
- Операторы сглаживания {\displaystyle S^{k},k=1,\,2,\,\dots ,\,M-1}.

Все эти компоненты многосеточного метода строятся на первом этапе, известном как этап построения
Этап построения
1. Приравнять {\displaystyle k=1}.
2. Разделить {\displaystyle \Omega ^{k}} на непересекающиеся множества {\displaystyle C^{k}} и {\displaystyle F^{k}}.
  1. Приравнять {\displaystyle \Omega ^{k+1}=C^{k}}.
  2. Построить оператор интерполяции {\displaystyle P^{k}}.

3. Построить {\displaystyle A^{k+1}=\left(P^{k}\right)^{T}A^{k}P^{k}}.
4. Построить если необходимо {\displaystyle S^{k}}.
5. Если сетка {\displaystyle \Omega ^{k}} достаточно мала, приравнять {\displaystyle M=k+1} и остановиться. Иначе {\displaystyle k=k+1} и переход на шаг 2.

Как только этап построения завершён, может быть определён рекурсивный цикл построения решения:
Алгоритм: {\displaystyle MGV\left(A^{k},\,P^{k},\,S^{k},\,u^{k},\,f^{k}\right)}
Если {\displaystyle k=M}, решить {\displaystyle A^{M}u^{M}=f^{M}} используя прямой метод.
Иначе:
Применить метод релаксации {\displaystyle S^{k}} {\displaystyle \mu _{1}} раз к {\displaystyle A^{k}u^{k}=f^{k}}.
Произвести коррекцию на грубой сетке:
Вычислить {\displaystyle r^{k}=f^{k}-A^{k}u^{k}}.
Вычислить {\displaystyle r^{k+1}=\left(P^{k}\right)^{T}r^{k}}.
Применить {\displaystyle MGV\left(A^{k+1},\,P^{k+1},\,S^{k+1},\,e^{k+1},\,r^{k+1}\right)}.
Обновить решение {\displaystyle u^{k}=u^{k}+P^{k}e^{k+1}}.
Применить метод релаксации {\displaystyle S^{k}} {\displaystyle \mu _{2}} раз к {\displaystyle A^{k}u^{k}=f^{k}}.
Вышеприведённый алгоритм описывает {\displaystyle V\left(\mu _{1},\,\mu _{2}\right)} — цикл.
Выбор последовательности сеток и оператора интерполяции являются наиболее важными элементами этапа построения
и во многом определяют качество многосеточного метода. Критерием качества являются две измеряемые величины:
- фактор сходимости — показывающий насколько быстро сходится метод, то есть какое количество итераций требуется для достижения заданной точности;
- сложность оператора — определяющей количество операций и объём памяти необходимой для каждой итерации метода.

Сложность оператора {\displaystyle C_{op}} рассчитывается как отношение количества ненулевых элементов во всех матрицах
{\displaystyle A_{k},\,k=1,\,2,\,\dots ,\,n} к количеству ненулевых элементов в матрице первого уровня {\displaystyle A^{1}=A}.